# Ernesto Formenti
Ernesto Formenti (n. 2 august 1927, Seregno, Lombardia, Regatul Italiei – d. 5 octombrie 1989, Milano, Italia) a fost un boxer ce a reprezentat Italia, medaliat olimpic. A participat la o ediție a Jocurilor Olimpice (1948) în care a câștigat o medalie de aur.

## Participări
Lista de mai jos prezintă principalele competiții la care a participat Ernesto Formenti de-a lungul carierei.
- boxing at the 1948 Summer Olympics – featherweight[*]